# عقم
العقم هو عدم القدرة على الإنجاب بعد سنة واحدة من الحياة الجنسية الطبيعية دون استعمال أي موانع للحمل لكلا الزوجين. هناك العديد من أسباب التي تسبب العقم، وبعضها يمكن أن تعالج بتقنيات التلقيح بالمساعدة (ART). تشير التقديرات من عام 1997 إلى أن حوالي خمسة في المائة من جميع الأزواج حول العالم يعانون من مشكلة صحية لم يتم حلها تتعلق بالعقم. ويعاني العديد من الأزواج بسبب عدم إنجاب الأطفال لمدة عام واحد على الأقل: تتراوح التقديرات من 12% إلى 28٪. السبب الرئيسي للعقم عند البشر هو التقدم بالسن، ويمكن أن يؤدي تقدم سن الأم إلى زيادة احتمالية المعاناة من الإجهاض التلقائي أثناء الحمل. العقم عند الرجال مسؤول عن 20-30% من حالات العقم، بينما من 20-35% عند النساء، و 25-40% بسبب المشاكل المشتركة عند كلا الزوجين. بنسبة 10-20% من الحالات، لا يوجد سبب واضح. المسبب الأول لعقم النساء هو العمر، حيث يبدأ العقم بشكل عام عند فترات الحيض المتفرقة أو انقطاعها. والسبب الأكثر شيوعًا للعقم عند الرجال يعود إلى نقص في السائل المنوي، ويتم فحص جودة السائل المنوي كمقياس بديل من بين عدة فحوصات للخصوبة عند الذكور.

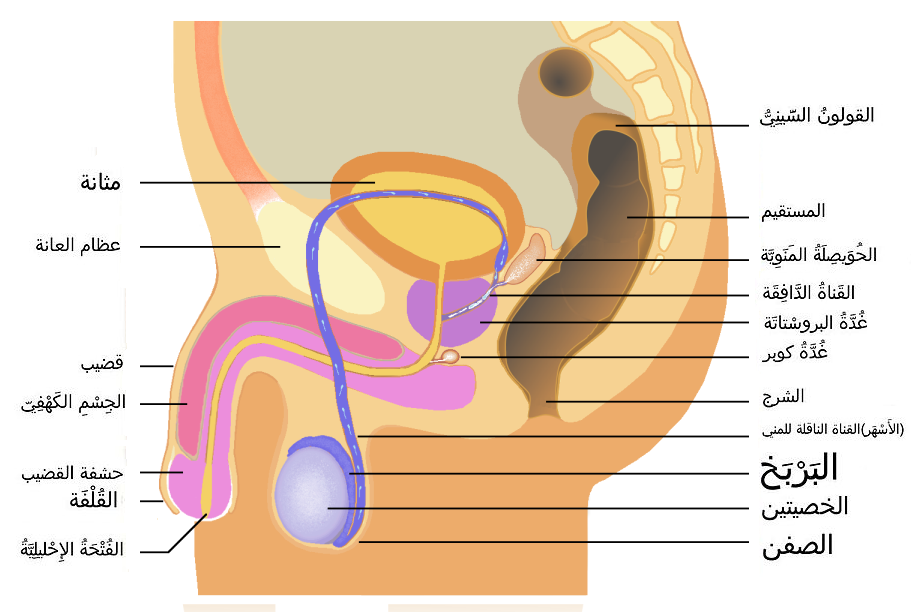
الجهاز التناسلي للرجل:

تُعرف الخصوبة بأنها المقدرة على الإنجاب أي قدرة الأنثى على الإنجاب وتبدأ مرحلتها في سنوات البلوغ مع بداية الطمث وظهور الصفات والميزات الأنثوية الثانوية وبدء المبيض بإنتاج البويضات الناضجة.
ويعرف ضعف الخصوبة بأنه عدم القدرة على الإنجاب مؤقتاً أي في فترة زمنية معينة ولسبب من الأسباب وان العلاج يمكن ان يتم إذا ما عُرف سبب هذا الضعف ويمكن للمرأة ان تحمل بعد ذلك بدون أية صعوبة لذلك يعتبر ضعف الخصوبة بأنه عقم نسبي.
إما العقم فيعرف بأنه عدم القدرة على الإنجاب إطلاقا، وهي حالة لم يكن يجدي العلاج فيها باعتبارها حالة مستعصية غير قابلة للمعالجة مثل حالة انسداد الأنابيب الرحمية عند المرأة أو ندرة النطف المنوية عند الرجل.

## أنواع العقم
1. عقم أولي: وهو العقم الذي يصيب المرأة منذ بداية حياتها الجنسية أو زواجها.
2. عقم ثانوي: وهوالعقم الذي يصيب المرأة بعد إنجاب طفل أو حدوث حمل انتهى بإجهاض أو حمل خارج الرحم.
3. عقم الرجال: قد يكون بسبب خمول الحيونات المنوية وعدم استطاعتها الوصول إلى بويضة الأنثى وتخصيبها.

## أسباب العقم
تتنوع أسباب العقم، وتتوزع كما هو موضح في الرسم البياني والمبيّن مصدره:

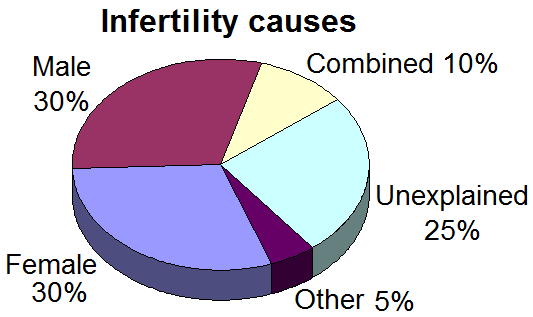
Data from UK, 2009.

### عند الذكر
أسباب كثيرة تعمل علي إعاقة الرجل من الإنجاب مؤقتا أو بصفة دائمة وترجع أسباب العقم عند الرجل نتيجة لثلاثة عوامل:
1. - أسباب هرمونية: وتتعلق بخلل في وظائف الغدة النخامية، في قاع المخ، أو الغدد الأخرى التي تؤثر على وظيفة الخصية مثل: الغدة الدرقية والغدة فوق الكلوية والبنكرياس.
2. - أسباب داخلية في الخصية: مثل غياب الخلايا الأم المنتجة للحيوانات المنوية، أو تليف الخصية، التي قد تحدث نتيجة مضاعفات التهاب الغدة النكافية خصوصاً في مرحلة البلوغ وما بعدها. وتعرض الخصية للإشعاع أو الأدوية الضارة وتأثير وجود دوال بها، علاوة على إهمال علاج حالات الخصية المعلقة في وقت مبكر.
3. أسباب انسدادية: نتيجة انسداد البربخ أو الحبل المنوي بسبب عوامل خلقية، أو التهابات الجهاز البولي التناسلي، أو نتيجة لبعض التدخلات الجراحية التي تؤثر على مرور الحيوانات المنوية من الخصية، وحتى خروجها من فتحة مجرى البول الأمامية. ويمكن تعدادها كالتالي:
4. - تأخر نزول الخصيتين في كيس الصفن عند الولادة وكلما تأخر الوقت كلما كان ذلك اشد تأثيرا علي إحداث تلف بالخصيتين.
5. - مشاكل الحبل المنوي: انسداد الحبل المنوي بسبب إصابة أو مرض مثل السيلان أو درن (سل) الجهاز التناسلي أو غياب الحبل المنوي علي الجهتين.
6. - خلل في الهرمونات المسيطرة علي عملية تصنيع الحيوان المنوي هرمونات الغدة النكافية وهرمون الذكورة أو زيادة في هرمون البرولاكتين.
7. - الأمراض التي تنتقل عن طريق الجنس مثل السيلان والزهري.
8. - خلل في السائل المنوي الذي تنتجه الغدة المنوية والبروستاتا مثل نقص الفركتوز.
9. - دوالي الخصيتين توثر علي عدد الحيوانات المنوية وحركتها.
10. - بعض الأمراض المناعية مثل وجود أضداد للحيوانات المنوية سواء عند الرجل اوالمرأه.
11. - أسباب أخرى مثل سرطان الخصية واصابة الخصية إصابات مؤثرة وبعض الأمراض مثل أمراض الكلي المزمنة والحمي الميكروبية
12. - أسباب أخرى مثل ارتداد القذف: عندما تصل الحيوانات المنوية إلى الإحليل، تعود إلى المثانة بدلا من الخروج من الهالة في نهاية القضيب. هذه الحالة يمكن ان تنتج عن مرض السكري، والتصلب المتعدد، واصابات العمود الفقري، والعديد من الادوية المستخدمة لعلاج البروستات، وكذلك العمليات الجراحية أو اصابات في المثانة والإحليل.[10]

#### الحيوانات المنوية

مراحل دخول رأس الحيوان المنوي في البويضة لتخصيبها.

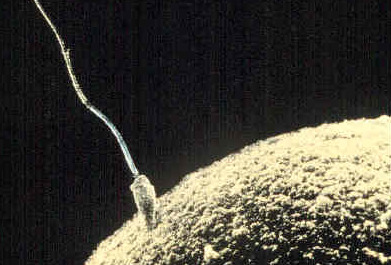
وصول حيوان منوي إلى البويضة.

أهم المؤثرات التي تضر الحيوانات المنوية عند الرجل:
1. - التدخين والمخدرات مثل الماريجوانا والبانجو والهيروين وإدمان الكحوليات والخمور
2. - التعرض المتكرر للتلوث الكيميائي مثل الاستنشاق المستمر لمبيدات الحشرات وكذلك التعرض المستمر لمنطقة الحوض للحرارة العالية (الوقوف باستمرار أمام فرن ولبس الملابس الداخلية الضيقة باستمرار ومزاولة التدريبات الرياضية العنيفة التي تولد حرارة مستمرة حول الخصيتين)
3. نقص فيتامين ج
4. استعمال بعض الأدوية لفترة طويلة مثل هرمونات البناء المنشطه التي يستعملها الرياضيون في بناء العضلات وأدوية النيتروفيورانتوين والسلفاسلازين والكيتوكنازول.
5. ارتفاع ضغط الدم قد يفسد الأوعية الدموية في القضيب بحيث تقل درجة انتصابه.
6. سمنة الرجل تصعب عملية الجماع من ناحية، كما يعمل انسداد الشرايين على عدم الانتصاب الكامل للقضيب.

### عند الأنثى
تختلف أسباب العقم باختلاف أنواعه فالعقم الأولي تعود أسبابه عادة لامراض هرمونية أو لعدم نضج الأعضاء التناسلية لأسباب خلقية أما العقم الثانوي فقد يحدث بسبب مضاعفات الولادة أو الإجهاض أو الالتهابات التي قد تصيب الرحم وقناتي فالوب.

#### أمراضالمبيض
مما يؤدي إلى عدم انتظام الاباضة وقد ينشأ نتيجة التقدم بالعمر أو نتيجة حالات طبية لها علاقه بوظائف عدة غدد صماء في الجسم مثل تكيس المبايض
ويكون سبب العقم نتيجة لخلل في وظيفة المبيض Ovulatory Dysfunction :-
1. بسبب وجود أكياس على المبيض (Polycystic Ovarian Disease) P.C.O.D.
2. فشل المبيض في عمله الطبيعي للأسباب التالية:-
  1. فشل المبيض Ovarian Failure
    1. خلل خلقي في الجينات والصبغيات:- - في حالات عدم تكون المبيضين.و في حالات تسارع فقد البويضات لأسباب وراثية. وفي حالات حدوث انتهاء عمل المبيض المبكر نتيجة خلل في الوراثة Famililal Premature Ovarian Failure.و خلل في الصبغيات مثال 47XXX.
    2. خلل خلقي في الأنزيمات (17a- Hydroxylase Deficiency- Galactosemia)

  2. التعرض لمؤثرات معينة مثل: التعرض للإشعاع بكميات كبيرة.و التعرض لمواد كيماوية مثال التي تستعمل في علاج السرطانات chemotherpeutic Agents.و فيروسات مثل النكاف. والتدخين بكميات كبيرة.
  3. أسباب تتعلق بجهاز المناعة Autoimmune Causes. ووجود أضداد للمبيض.
  4. انعدام أو خلل في مستقبلات Receptors هرمونات F.S.H, L.H في المبيض.
  5. أسباب غير معروفة Idiopathic.
  6. اسئتصال المبيض جراحياً لسبب أو لأخر.
  7. فشل فسيولوجي في عمل المبيض مثل: نقص في إفراز الجسم الأصفر لهرمون البروجسترون (Corpus Luteum Insufficiency.
3. خلل في عمل الغدة النخامية Pituitary Failureويمكن تقسيمه إلى:-
  1. اضطراب ثانوي في إفراز هرمون LH & FSH. Secondry Disorder Of Gonadotrophin Regulation وذلك بسبب:-
    1. ارتفاع نسبة هرمون الحليب (Prolactin برولاكتين) في الجسم وقد يكون السبب هنا غير معروف أو في حالة إصابة الخلايا المنتجة لهرمون الحليب بالأورام أو نتيجة بعض الأدوية أو نقص إفراز الغدة الدرقية، إن إفراز كمية كبيرة من هرمون الحليب يسبب إعاقة عمل هرمونات الأنوثة الأخرى اللازمة لتكوين الحويصلات.
    2. وجود ورم فوق الغدة النخامية حميد أو خبيث Suprapituitary Tumors.
    3. وجود ورم في الغدة النخامية.
    4. إصابة في الغدة النخامية نتيجة حادث مثل حادث السيارة.
    5. تعرض الغدة النخامية إلى إشعاع بكمية كبيرة لسبب أو لآخر.
    6. أسباب غير معروفة.

  2. نقص في إفراز هرمون LH & FSH Gonadotrophin Deficiency بسبب:-
    1. ورم في الغدة النخامية Pituitary Tumors.
    2. وجود مرض ما أدى إلى تلف الغدة النخامية Pituitary Lesion Destructive.
    3. استئصال الغدة النخامية Pituitary Ablation.
4. خلل في عمل الوطاء (Hypothalamic Failure): ويعتبر من أكثر الأسباب شيوعاً والتي تسبب عدم انتظام الإباضة.أسباب الخلل في الغدة:
  1. فقدان الوزن بسرعة شديدة وبكمية كبيرة أو زيادة في الوزن بسرعة شديدة وبكمية كبيرة.
  2. إجراء التمارين الرياضية بشكل مرهق جداً ومبالغ فيه.
  3. الشد العصبي والنفسي الشديد.
  4. التعرض إلى كمية كبيرة من الإشعاع لسبب أو لآخر.
  5. أخذ بعض الأدوية التي قد تسبب تلفاً في خلايا الغدة.
  6. وجود ورم في الغدة.
  7. أسباب غير معروفة.
5. أسباب ناتجة عن أمراض الغدد الأخرى.
  1. زيادة إفراز الهرمون الكظري من الغدد الكظرية (Adrenal Gland)
  2. الغدد الدرقية Thyroid Gland التي تفرز هرموني T3 & T4. إن زيادة إفرازها نتيجة الإصابة بأمراضٍ مختلفة تعمل على إعاقة إفراز الهرمون الأنثوي اللازم لتكوين الحويصلات وقلة إفرازها يزيد في إفراز هرمون الحليب.
  3. الخلل في إفراز غدة البنكرياس (داء السكري) قد يسبب تأخير حصول الحمل أحياناً.

#### انسداد قناة فالوب
وهذه الحالة تنتج عاده عن التصاقات نتيجه عمليات جراحية أو التهابات في الحوض:
1. الالتهابات المزمنة: وتسمى الالتهابات المزمنة علميا (PID) (Pelvic Inflammatory Disease). حيث تسبب احتقان القناتين وإذا بلغ المقطع العرضي للاحتقان أكثر من 3 سم فإنه يُغلق القناة ويمنع مرور البويضة، كذلك تسبب الالتهابات المزمنة الالتصاقات، حيث تؤثر على حركة القناتين وتبطؤها وهذا يعمل على عدم وصول البويضة في الوقت المناسب لعملية الإخصاب،
2. تلف نهاية القناتين (الأهداب): وهذا يُسبب فشلها من جلب البويضة إلى داخل القناة ويمكن أن يكون هذا ناتجاً عن التهابات أو عن مرض البطانة الرحمية (Endometriosis).
3. الالتصاقات نتيجة العمل الجراحي لإحدى القناتين:-
  1. نتيجة الحمل خارج الرحم.
  2. نتيجة جراحة لأعضاء الحوض المجاورة أو نتيجة التهابات في الأعضاء المجاورة مثل التهاب الزائدة الدودية.
4. قصر القناتين: أقل من 4سم.
5. أورام تصيب قناتا فالوب أو المبيض وتؤثر على عمل قناتا فالوب.

#### أمراض الرحم
وهذه متعدده ومنها التشوهات الخلقيه والالتصاقات داخل التجويف الرحمي نتيجه التهابات:
1. التشوهات الخلقية: وهي مختلفة، أغلبها يسبب الإجهاض وبعضها يؤثر على القدرة على الإنجاب، وبعضها يمكن إصلاحه جراحيا مثل وجود حاجز في تجويف الرحم (Septate Uterus)، ويمكن معالجته بإزالة هذا الحاجز بواسطة منظار الرحم (Hysteroscope). وعندما يكون الرحم ذا قرنين Bicornuate Uterus يمكن أن يحتاج إلى عملية جراحية لإصلاحه، وهنالك أيضاً الرحم ذو القرن الإضافي Rudimentary Horn وتتعرض السيدة التي رحمها من هذا النوع أحياناً على احتمال حدوث الحمل خارج الرحم أي في القرن الإضافي أما الرحم على شكل -T- فيمكن أن يؤدي إلى تأخر الإنجاب أو الإسقاط (الإجهاض). وبشكل عام فإن هذه التشوهات الخلقية تكون مصحوبة عادة بتشوه بإحدى قناتي فالوب أو كِلْتَيهما.
2. التصاقات داخل الرحم Asherman Syndrome:- تتكون فيها التصاقات داخل الرحم إما بعد تكرار عملية التنظيف أو التهاب شديد في الرحم أو جرح ناتج عن استئصال ورم ليفاني سابق، وتشكو بعض النساء في هذه الحالة من أن الدورة الشهرية قليلة ويظهر هذا بوضوح عند إجراء صورة ملونة للرحم، وتحتاج هذه الالتصاقات لإزالتها إلى منظار الرحم Hysteroscope وقد يضطر الطبيب لإعادة العملية أكثر من مرة وإعطاء بعض الأدوية مثل Steroids مع هرمون الاستروجين لمدة 3 أسابيع بعد العملية لكي لا تعود الالتصاقات إلى حالتها السابقة، وعلى كلٍ فإن تكملة العلاج بعد إزالة الالتصاقات يرجع أولاً وأخيراً للطبيب المعالج.
3. رَحِمٌ لِيفانِيٌّ Fibriods :- وهو ورم في عضلة الرحم قد يسبب نتوءًا في فجوة الرحم حسب موقعه، وهو عادةً لا يسبب العقم إلا إذا أثر بشكل كبير على تجويف الرحم، أو إذا كانت هناك أورام ليفانية كثيرة، وإذا لم يوجد هناك سبب آخر للعقم، ففي هذه الحالة ينصح بإجراء عملية جراحية لإزالة تلك الأورام ومحاولة إصلاح شكل الرحم. وهناك طرق متعددة لعلاجها، منها بواسطة منظار الرحم Hysteroscope، أو إجراء عملية فتح بطن واستئصالها، ويتوخى الطبيب المعالج الحذر عادة في هذه الحالات لكي لا تحدث الالتصاقات بعد العملية.
4. تليف الرحم Fibrosis:-الذي يحدث بعد إصابة السيدة بالتهاب بطانة الرحم (Endometritis)، ويتم تشخيص الحالة عن طريق تصوير الرحم الملون H.S.G ً، وقد يفيد منظار الرحم Hysteroscope في علاج هذه الحالة.
5. سلائل رحمية  Endometrial Polyp :- ووجودها قد يشابه وجود لولب في الرحم والذي يعيق الرحم، واستئصالها سهل. ويُمكن تشخيصها عن طريق أشعة الرحم الملونة H.S.G أو منظار الرحم Hysteroscope.
6. عُضالٌ غُدِّيّ: وهي حالة يتضخم فيها الرحم وتشكو السيدة من ألم في الدورة الشهرية، وقد تشخص الحالة عن طريق أشعة الرحم الملونة والعلاج في هذه الحالة صعب وقد تفيد بعض العلاجات الهرمونية مثل (GN RH) Analogues ودواء يدعى Danazol. ونكررها هنا أن ذكر العلاجات هذه للإطلاع العام، ولكن القرار دائماً يكون للطبيب
7. انْتِباذٌ بِطَانِيٌّ رَحِمِيّ: وهو عبارة عن ظهور أنسجة بطانة الرحم في مناطق خارج تجويف البطن مثل المبيض الأمعاء...الخ.

## أسباب مجهولة
أو ما يعرف علميا ب (Unexplained Infertility)
وهو مرور عامين من الزواج القائم على علاقة زوجية منتظمة دون حدوث حمل وبدون وجود أسباب عضوية أو أسباب معروفة لعدم حدوث الحمل وهناك بعض الدراسات التي وضعت بعض الاحتمالات والتفسيرات ومنها:
1. وجود كمية معينة من الدهون تدعى Fatty Acids في الحيوان المنوي.
2. وجود كريات دموية بيضاء (WBC) في عنق الرحم Cervical Leucocytosis.
3. عوامل وراثية متعلقة بالجينات Genetic.
4. وجود عوامل مناعة في بطانة الرحم Endometrial Immunity.
5. نقص الفيتامينات وخزين الحديد.

## عوامل نفسية
- العوامل النفسية التي تؤثر على الرجل:

ان التعب والإجهاد في العمل وتقلب حالات الطقس من العوامل التي تؤدي إلى نقص في إنتاج الحيوانات المنوية عند الرجل. قدرة الرجل الجنسية تتحكم فيها العوامل والأسباب العاطفية، وقد ينجح العلاج النفسي في علاج حالات القذف السريع وحالات انعدام القذف عند الرجل وحالات عدم الانتصاب، وقد أوضح العلماء أنّ خير من يساعد الزوج في علاج مثل هذه الحالات هي زوجته.
- العوامل النفسية التي تؤثر على المرأة:

من الممكن ان تكون عوامل تؤدي إلى فشل الاتصال الجنسي أو إلى عدم المقدرة على إنتاج البويضة، وفي مجتمعنا الشرقي هناك مفهوم شائع وسط الناس مفاده أن الفتاة عندما تنحدر من أسرة محافظة جداً وتكون تربيتها الأولى قائمة على الكبت الجنسي فإنها بعد الزواج ستجد صعوبة في ممارسة الاتصال الجنسي الصحيح مع زوجها. ومع تقدم الطب النفسي أصبح التعامل مع مثل هذه الحالات سهلاً نسبياً. وهناك بعض الافتراضات التي تفسر تأخر حدوث الحمل بسبب القلق والتوتر والذين قد يحدثان تغييراً في بعض الإفرازات الداخلية كقلة الإفراز في عنق الرحم. وقد يؤدي التوتر إلى تقلص عضلات الجسم كعضلات جدار قناة فالوب فتصاب بانقباض تشنجي يسد فتحتها، وقد تتقلص عضلات المهبل بحيث تسبب عسر الجماع (Dyspareunia) وكذلك نذكر تأثير التوتر على الوطاء (Hypothalamus) وبالتالي على المبيض.

## الفحوصات
عندما يتقدم زوجان يعانيان من تأخر الحمل للطبيب المتخصص، يقوم الطبيب بإجراء فحص معين، حتى يتوصل إلى السبب المؤدى لتأخر الحمل؛ لكي يستطيع أن يصف العلاج المناسب.
يبدأ الفحص بالاستفسار عن تاريخ المرض لدى الزوجين ثم يبدأ الطبيب بفحص الزوج عن طريق عمل تحليل للسائل المنوي، فإذا أوضحت التحاليل أن عدد وحركة الحيوانات المنوية طبيعية يكون الطبيب قد تفادى 40% من الأسباب التي قد تكون مؤدية للعقم.
بعد الانتهاء والاطمئنان على الزوج ينتقل الطبيب لفحص الزوجة ويتضمن الفحص hormonal profile ultrasonography, histerosalpingography،
فإذا أظهرت هذه الاختبارات نتائج طبيعية فلابد من عمل منظار تشخيصي لكي يستطيع الطبيب أن يقدم التشخيص الأخير للحالة، فإذا أظهر المنظار نتيجة طبيعية أيضاً، فهنا يمكن أن نقول إن هناك سبباً غير معلوم لتأخر الحمل، وأن هذه السيدة ستستطيع الإنجاب يوماً ما، إماً تلقائياً أو ببعض المساعدة من الطبيب المعالج.

## الذكر
- مناقشة القصة المرضية أو أي أدوية يتعاطاها المريض قد يكون لها تأثير علي إنتاج الحيوانات المنوية
- الفحص السريري الكامل علاوة علي فحص الأعضاء الجنسية لبيان وجود دوالي مثلا أو أورام أو وجود الحبل المنوي علي الناحيتين
- اعراض نقص هرمون الذكورة
- الاختبارات والتحاليل:

أول اختبار وأهم اختبار بالنسبة للرجل هو تحليل السائل المنوي ولا يتم اتخاذ قرار بان هناك مشكلة الا بعد تحليل السائل المنوي ثلاث مرات متعاقبة بين المرة والأخرى أسبوعين على الأقل ولا تختلف عن بعضها في حدود 20%. وطبقا لتعليمات منظمة الصحة العالمية هناك اختبارات أساسية تجري علي السائل المنوي لبيان الخصوبة. وهي:
- - المظهر (شكل السائل المنوي)
  - الحجم: الطبيعي حوالي 3 مليلتر من (2 إلى 6).
  - السيولة والتجلط
  - اللزوجة
  - كيميائية العينة (قلوي أم حمضي ودرجته).
  - الحركة: الطبيعي 50% من الحيوانات المنوية ما زالت نشطة تتحرك بعد ساعتين.
  - عدد كرات الدم البيضاء (خلايا الصديد)
  - عدد الحيوانات المنوية في الملليلتر والعينة: الطبيعي ككل 20 مليون حيوان منوي في الملليلتر أو أكثر
  - المورفولوجي (الشكل والحجم للحيوانات المنوية على الأقل 60% من الحيوانات المنوية في العينة تبدو طبيعية غير مشوهه أو ميتة).
  - وجود أضداد
- موجات فوق صوتيه على كيس الصفن: توضح حالة الخصيتين والبربخ والحبل المنوى وهل يوجد دوالى ام لا.
- موجات فوق صوتيه من خلال الشرج: عندما يكون هناك نقص شديد في الحيوانات المنوية أو غيابها فهي مفيدة في تشخيص مشاكل الحبل المنوى والبروستاتا والحويصلات المنويه وهل هناك انسداد في الفتحات المنويه وفي هذه الحالة يتم فتح الانسداد بالمنظار.
- تحليل هرمونات:

اقل من 3% من أسباب العقم لدى الرجل بسبب خلل في الهرمونات وهذه الهرمونات هي FSHو LH وPROLACTIN-و TESTESTERONE وتأثيرها في إنتاج الحيوانات المنويه.
- اشعه بالصبغة على الحبل المنوى:

لبيان هل هناك انسداد في الحبل المنوى من الداخل وتستخدم هذه الوسيلة في حالات عدم وجود حيوانات منويه في العينة والخصية تبدو جيده
- أخذ عينه من الخصية:

في حالات عدم وجود حيوانات منويه في العينة وحجم الخصية يبدو طبيعيا والهرمونات طبيعيه وتوقع انسداد في الحبل المنوى أو غيابه في الجانبين ويتم أخذ العينة جراحيا أو بابره خاصه.
- اختراق الحيوانات المنويه للمخاط:

أخذ عينه من مخاط رحم الزوجة بعد الجماع وتحليلها وعادة مايوجد من10الى 20 حيوان منوى وهذا معناه ان اختراق الحيوانات المنويه للمخاط جيده اما ان وجد عدد قليل أو لايوجد حيوانات منويه في عينة مخاط الزوجة بعد الجماع فمعنى ذلك ان هناك مشكله في هذا الخصوص وربما احتاج الامر إلى اخصاب خارج الرحم.

## الأنثى
ويتضمن الفحص
1. - التاريخ المرضي متضمنا العمر، الدورة الشهرية، عدد مرات الحمل والاجهاظ، الأمراض والعمليات الجراحية... الخ
2. - قياس درجة حرارة الجسم Basal Body Temperature Chart (B.B.T): أخذ الحرارة يومياً عند الاستيقاظ من النوم من أول يوم من الدورة الشهرية، وتسجيل درجة الحرارة يومياً على ورقة حتى موعد الدورة الشهرية الثانية. فإذا كانت الدورة الشهرية التي تم قياس درجة حرارة الجسم خلالها مخصبة أي حدثت الإباضة، ستلاحظ المرأة ارتفاعاً في درجة الحرارة في النصف الثاني من الدورة الشهرية بمعدل درجة إلى درجة ونصف درجة مئوية
3. - الفحص الهرموني (hormonal profile): هرمونات F.S.H وL.H وTestosterone وProlactin وProgesterone
4. - مسحة من جدار المهبل
5. - فحص متغيرات عنق الرحم
6. - التحاليل المخبرية والميكروبيولوجية: فحص وظائف الكبد، نسبة السكر في الدم، فحص البول وفحوصات أخرى لوجود جراثيم معدية.
7. - جهاز الموجات فوق الصوتية ultrasonography لتصوير الرحم، المبيض، القناتين
8. - أشعة الرحم الملونة (H.S.G) histerosalpingography وتتم إدخال مادة ملونة من خلال أنبوب يدخل في عنق الرحم يدفع من خلاله المادة الملونة، وتؤخذ عدة صور شعاعية مع مراقبة مباشرة لمرور السائل الملون على الشاشة Screen، وإذا كان هناك انسداد في قناة فالوب مثلاً فلن تتمكن المادة الملونة من المرور.
9. - تصوير الرحم وكشف الأنابيب بجهاز الموجات الفوق صوتية Hysterosalpingo Contrast Sonography Hy -Co -Sy
10. - تنظير قناة فالوب
11. - فحص ما بعد الجماع PCT: تؤخذ العينة بعد 6-10 ساعات بعد الجماع وتفحص تحت المجهر لتقدير قوة الحيوانات المنوية ومدى مرونة المخاط في عنق الرحم.
12. - خزعة من بطانة الرحمEndometrial Biopsy وهي عبارة عن كحت الرحم لأخذ عينة من بطانة الرحم في اليوم (21-23) من الدورة الشهرية، أي عملية D &C،
13. - فحوصات جهاز المناعة
14. - فحوصات للجينات والكروموسومات
15. - فحوصات نفسية

## التشخيص
عندما لا يحدث حمل بعد مضي عام على الزواج، ينبغي على الزوجة التوجه إلى الطبيب المختص للتأكد من انتظام عملية الإباضة وسلامة قناة فالوب وكمية الإفرازات الهرمونية الكافية لهذه العملية. وفي الوقت نفسه يجب على الزوج كذلك الذهاب إلى طبيب الأعضاء التناسلية لتوضيح الأسباب، حيث تؤخذ منه عينة من الحيوانات المنوية لفحصها والتأكد من نشاطها وكميتها.
لاعتبار الرجل معاقا تتم سلسلة من الفحوصات الجسدية والتحاليل المخبرية وبناء على الفحوصات والكشف الطبي يمكن معرفة السبب وراء انخفاض خصوبة الرجل أو عقمه

## نتائج التحاليل
1. عدم وجود حيوانات منوية بالسائل المنوي:
  1. الخلايا المسؤولة عن تصنيع الحيوانات المنوية غير موجودة (غير قابل للعلاج)
  2. الخلاياطبيعية ولكن هناك خلل هرموني أو انسداد في الحبل المنوي أو الطريق حتي قناة مجري البول أو الحبل المنوي غير موجود خلقيا علي الجانبين وممكن في هذه الحالات أخذ عينة مباشرة من الخصية أو من الحبل المنوي وحقنها في الحبل المنوي أو الحقن المجهري (طفل الأنابيب) لإحداث الحمل أو تعويض الهرمونات الناقصة.
2. هناك حيوانات منوية ولكن العدد غير كافي (أقل من 20 مليون في الملليلتر)

وأسبابه كثيره منها القابل للعلاج مثل دوالي الخصيتين أو نقص الهرمونات والعوامل البيئة مثل التعرض لملوثات كيميائيه مثل المبيدات الحشريه أو التعرض بكثره للحراره العالية مثل العمل امام فرن وكذلك تعاطى المخدرات والتدخين وبعض الأدوية.
ويكون العلاج بوقف التعرض لهذه الأشياء وهناك أسباب أخرى جينية وإصابات بالخصية وهنا يمكن التفكير في الحقن المجهري أو الحقن بالرحم.
1. هناك حيوانات منوية وبعدد كاف ولكن نسبة الغير طبيعي منها تزيد علي 60% وهذه أغلب أسبابها قابلة للعلاج مثل التهابات ميكروبية يمكن عمل مزرعة وإعطاء المضادات الحيوية المناسبة لفترة كافية وإعادة التحليل بعد ثلاثة شهور على الأقل لبيان نتيجة العلاج.
2. حركة الحيوانات المنوية ضعيفة أي تقل عن 50% بعد ساعتين، أشهر أسبابها الدوالي ويكمن علاجها جراحيا أو الالتهابات الميكروبية ويكمن علاجها بالمضادات الحيوية.
3. السائل المنوي به نقص بعض المكونات المهمة مثل الفركتوز وفحص العينة من حيث وجود أجسام مضادة وهناك اختبارات أخرى معقدة لا مجال للحديث عنها مثل أخذ عينة من الغشاء المخاطي لعنق الرحم في اليوم التالي من الجماع وهذه الاختبارات لا يتم اللجوء إليها إلا عندما لا يكون هناك سبب واضح في العوامل السابقة.

## العلاج
نجح الطب الحديث في معالجة الكثير من أسباب العقم. ويعتمد أسلوب العلاج على مسببات العقم سواء بالنسبة للرجل أو المرأة أو كليهما معاً

### الرجل
إذا كان الرجل يعانى من دوالي في الخصية فان عملية إزالة الدوالي قد تؤدى إلى نتائج جيدة، فإذا لم تنفع فاللجوء إلى وسائل الإخصاب المساعدة قد يفيد كثيراً. اما إذا كان عدد الحيوانات المنوية لديه قليلة أو أن يكون هناك انسداد في The outflow track، فيتم بوسائل الإخصاب المساعدة.
اجمالاً عندما يحدد الأطباء الأسباب التي تقف وراء ذلك من خلال الفحوصات المخبرية غالباً ما يتمكنون من وضع طرق المعالجة اللازمة. وفي حال عجزهم عن معرفة السبب وتأكدهم من صعوبة الحمل الطبيعي، فإنهم ينصحون المريض بمراجعة الأطباء المختصين بالهرمونات بغية الوقوف على مدى ضرورة اللجوء إلى التلقيح الاصطناعي.ولهذا التلقيح عدة طرق تختلف باختلاف نوع المشكلة التي تعيق عملية التلقيح الطبيعي.

### المرأة
ويعتمد على التشخيص، فقد يحتاج البعض إلى علاج هرموني، وقد يحتاج البعض الآخر إلى علاجات أخرى كحالات مرض البطانة الرحمية والأغلبية تحتاج إلى العلاج الهرموني.
اما إذا كانت تعانى من تكيس المبايض (Polysistic Ovaries)، فالعلاج يبدأ بإقناع المريضة أن تفقد بعض الوزن، إذا كانت تعانى من السمنة، حيث إن فقدان بعض الوزن قد يؤدى إلى انتظام التبويض فإذا فشلت هذه الطريقة يتجه الطبيب إلى العقاقير الطبية.
اما إذا كانت تعانى من التصاقات بالرحم، والذي يتضح عن طريق عمل منظار، فإن علاج هذه الحالات إذا كان سن الزوجة صغير والالتصاقات الموجودة بالرحم محدودة يكون بعمل Laparoscopic lyses of Adhesions.

### العلاج بالهرمونات
ويتم ذلك بإعطاء أنواع مختلفة من الهرمونات لتحفيز البويضات على النمو والنضج لتصبح صالحة للإخصاب
Controlled Ovarian Stimulation ويتم ذلك بواسطة إعطاء حبوب أو حقن أو كليهما حسب الحالة مثل
F.S.H, تاموكسيفين،Clomiphene CitrateGnRH Analogues / Antagonist، H.M.G
وبواسطة هذا العلاج يتم كذلك التحكم في وقت الاباضة لتكون إمكانية الإخصاب في الوقت المناسب أكبر.
ويمكن تلخيص هذه الطريقة بإعطاء الدواء بكمية وفترة يقررها الطبيب المعالج، ثم تتم المتابعة بطرق مختلفة منها فحص حجم البويضة بجهاز الأمواج فوق الصوتية Ultrasound أو قياس الهرمونات أو كلاهما. وفي الوقت الذي يصبح فيه عدد البويضات وحجمها مناسباً يعطي الطبيب هرمون (H C G) عن طريق حقنة تساعد على إنزال البويضة/ البويضات لتخصب بالحيوان المنوي. وتحدّد مواعيد الجماع. ويجب التأكيد هنا العلاج لا يسبب احتمال أكبر للتشوهات الخلقية أو الإجهاض المتكرر كما يفهمها أو يتصورها بعض الناس، ولكن يكون احتمال الحمل بأكثر من جنين واحد وارداً

### العلاج الجراحي
في حالة وجود انسداد في قناتي فالوب لأي سبب من الأسباب فتعالج إما بمحاولة إصلاح هذا الخلل، حيث يمكن فتح الانسداد في قناة فالوب باستعمال قسطرة خاصة تُمررعن طريق عنق الرحم عبر الرحم للوصول على قناة فالوب وفتحهاTranscervical Selective Salpingography وتعتبر طريقة تشخيصية وعلاجية في آن واحد.
والتدخل الجراحي يتم في حالات مرض البطانة الرحمية وفي حالة وجودألياف رحمية تعيق الحمل. وفي حالات وجود حاجز في داخل الرحم، التصاقات داخل الرحم، فإذا كانت هناك التصاقات يتم تحريرها بواسطة منظار الرحم. وعملية تدعى Salpingolysis Or Adhesiolysis، ويمكن أجراؤها عن طريق منظار البطن.ونتائج هذه العملية جيدة عادة وتُغني المريضة عن عملية فتح البطن لإصلاح الانسداد، كما أن أعراضها الجانبية تكاد لا تذكر. اما في حالات تكيس المبيض P.C.O يلجأ إلى عمل ثقوب في المبيض بواسطة المنظار.
وإذا فشلت هذه الطرق فقد يلجأ إلى وسائل الإخصاب المساعدة.(وسائل تقنيه للمساعده في الإخصاب)

## وسائل تقنية للمساعدة في الإنجاب
أنواع التلقيح الصناعي:
1. التلقيح الاصطناعي داخل الجسم (داخل الرحم) Artificial insemination : يتم حقن الحيوانات المنوية مباشرة إلى عنق الرحم وقت التبويض أو داخل الرحم نفسه وتستخدم هذه الوسيلة في في حالات العقم الخفيف الشدة كحالات وجود لزوجه عاليه في عنق الرحم تمنع الحيوانات المنوية من الدخول وأيضا في حالات ضعف حركة الحيوانات المنوية وفي بعض الحالات التي لايوجد تفسير لعدم حدوث الإنجاب فيها
2. التلقيح الاصطناعي خارج الجسم (خارج الرحم):(IVF:In Vitro Fertilization): ويُقصد بذلك عمليات طفل الأنبوب والحقن المجهري:
  1. عملية طفل الأنبوب: تُسحب البويضات من المبيض ثم توضع في محلول من 3-6 ساعات يتم إضافة الحيوانات المنويه التي تم استخلاصها من الزوج ويستخدم حوالي 100 الف حيوان منوى للبويضة وبعد 48 ساعة تصل الاجنة إلى مرحلة 3-8 انقسام خلوى ويؤخذ من 2-4 اجنه وتزرع في جدار الرحم، تستخدم هذه الوسيلة في حالات نقص الحيوانات المنويه وكذلك هي مفيده في حالات انسداد قناة فالوب للزوجه ولكنها مكلفه ماديا.
  2. عملية الحقن المجهرى (ICSI): (بالإنجليزية: Intracytoplasmic sperm injection) يتم حقن حيوان منوى واحد مباشرة في بويضة واحدة تحت المجهر وهي تستخدم في حالات النقص الشديد للحيوانات المنويه والضعف الشديد للحركه كما أنها تستخدم في حالة فشل الوسائل الأخرى ويتم استخلاص الحيوان المنوى المطلوب من البربخ أو الخصية وبعد معالجة الحيوان المنوى والبويضة في سلسلة معقدة من العمليات الحيوية والتقنية وبعد فترة حضانه 48 ساعة يزرع الجنين في الرحم مثل مايتم في الإخصاب خارج الجسم ونسبة الحمل في هذه العملية يمكن أن تصل إلى 40% عندما تكون الزوجة صغيرة السن.

## الحالات التي يستعصي فيها الحمل
إن الحالات التي يستعصي فيها الحمل قليلة، فبالنسبة للرجل ففشل كامل لوظائف الخصية، أي أنها لا تنتج الحيوانات المنوية. أما بالنسبة للمرأة فعدم وجود رحم أو مبيضين أو فشل في وظائف المبيض إما لعيب خلقي أو نتيجة الوصول لسن اليأس.